# Kravaře-Kouty (železniční zastávka)

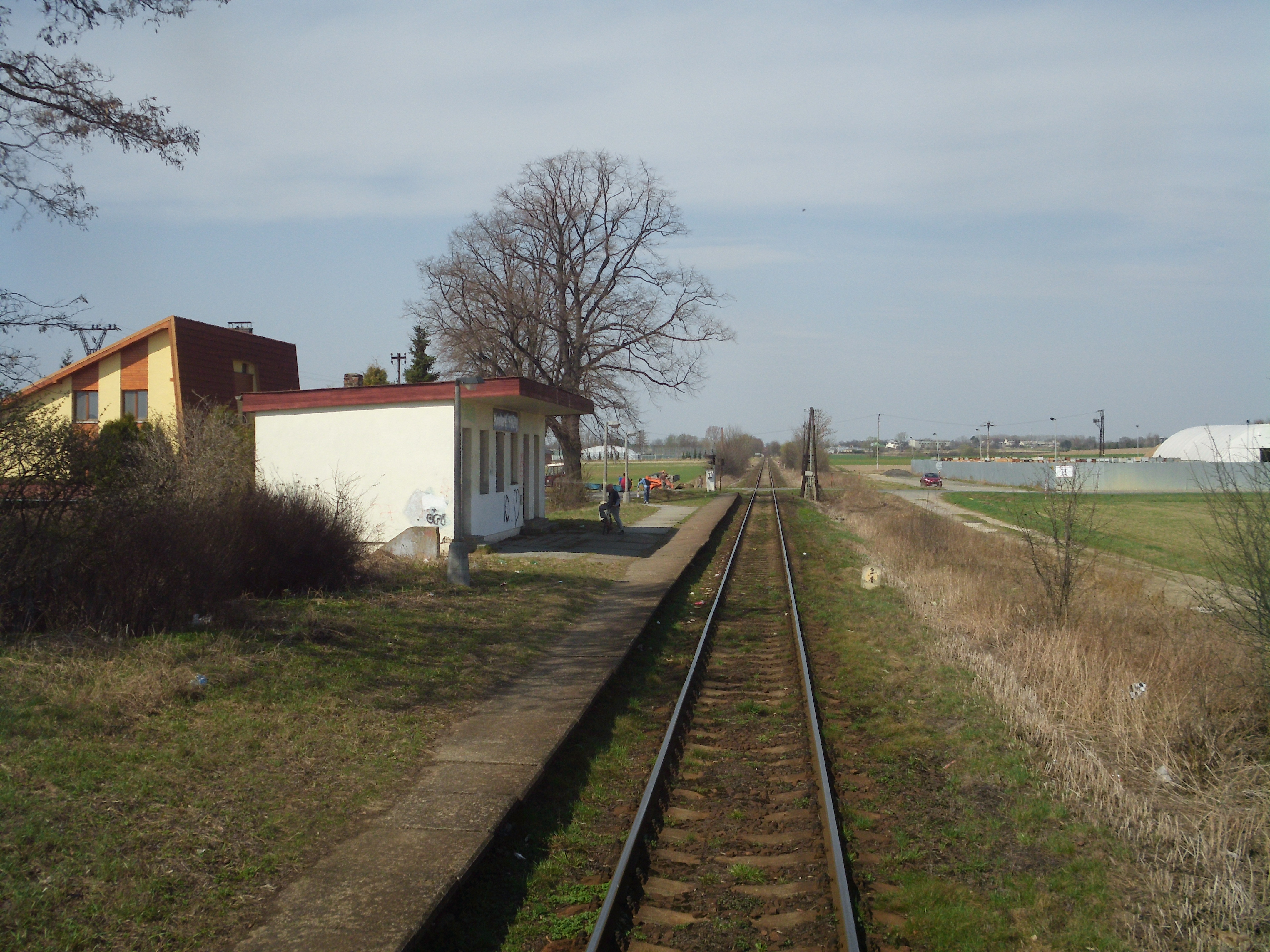
Zastávka s původní budovou

Kravaře-Kouty jsou železniční zastávka, která se nachází v severovýchodní části Koutů, části města Kravaře v okrese Opava. Leží v km 2,406 neelektrizované jednokolejné železniční trati Opava východ – Hlučín, mezi stanicí Kravaře ve Slezsku a dopravnou Dolní Benešov.

## Historie
Zastávka byla dána do provozu 18. října 1913, tedy současně se zahájením provozu v úseku Kravaře ve Slezsku – Hlučín. Při svém vzniku byla zastávka pojmenována Kauthen, po připojení Hlučínska k Československu v roce 1920 se začal používat český název Kouty ve Slezsku. V letech 1938–1945 se vrátilo německé označení Kauthen, poté se zastávka jmenovala opět česky Kouty u Opavy. Od roku 1961 se používá název Kravaře-Kouty.
V roce 2000 byl v zastávce aktivován rozhlas s hlášením pro cestující o jízdách vlaků.

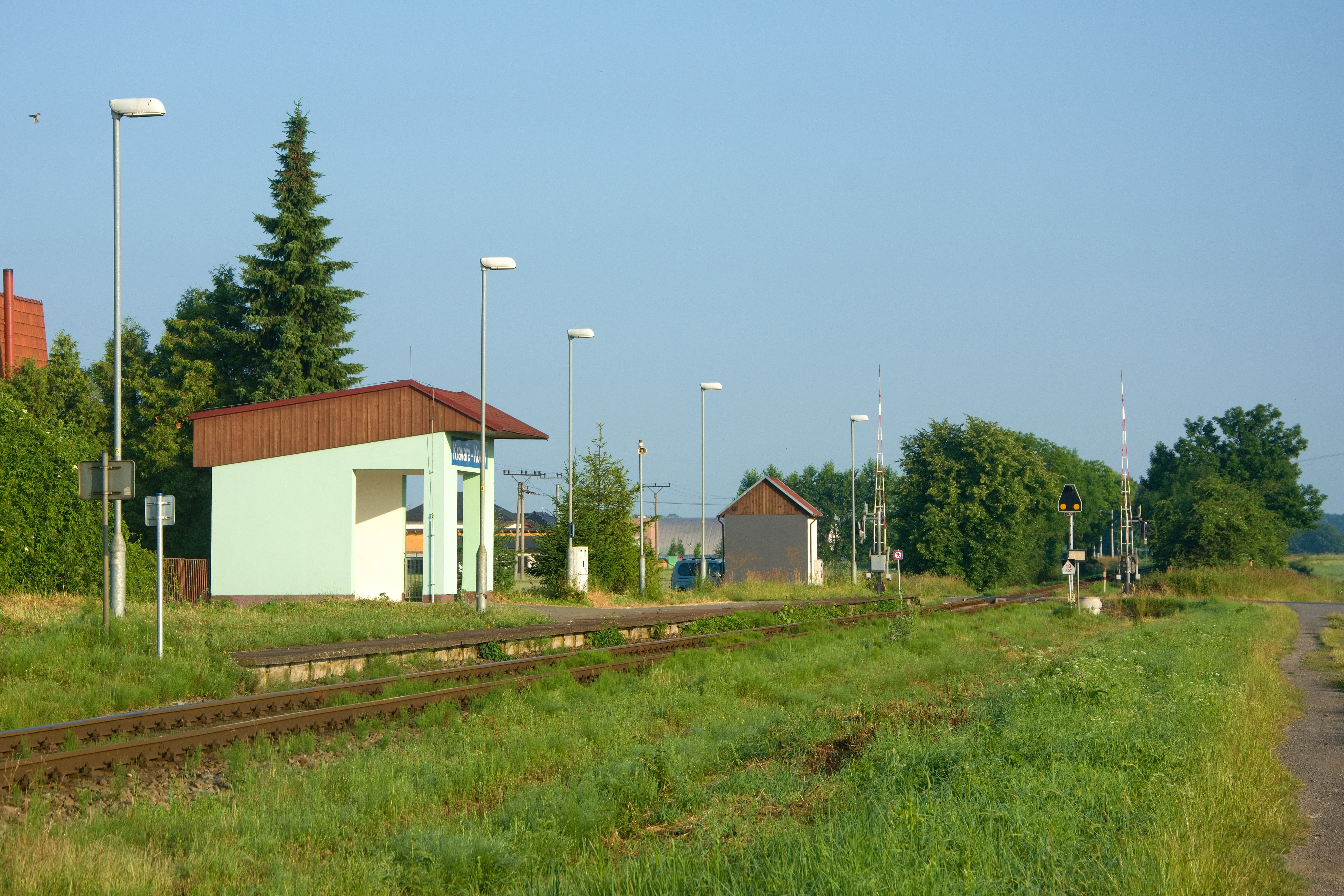
Celkový pohled na nástupiště a přejezd

## Popis zastávky
Zastávkou prochází traťová kolej, u které je zřízeno vnější nástupiště o délce 89 m s pevnou nástupní hranou ve výšce 300 mm nad temenem kolejnice. Cestující jsou informováni o jízdách vlaků pomocí akustického informačního systému INISS, který ovládá dirigující dispečer ve stanici Kravaře ve Slezsku.
V bezprostřední blízkosti zastávky se v km 2,331 nachází železniční přejezd P7875, kde trať kříží silnice III. třídy č. 46824 (Bolatická ulice). Přejezd je vybaven světelným zabezpečovacím zařízením se závorami, které je ovládáno pomocí počítačů náprav.